# Giorgio Vismara
Giorgio Antonello Vismara (Milano, 11 gennaio 1965) è un ex judoka italiano.

## Biografia
Nato a Milano nel 1965, gareggiava nella classe di peso dei 78 o 86 kg (pesi medi).
Nel 1987 ha vinto il bronzo nei 78 kg ai Giochi del Mediterraneo di Laodicea.
Passato agli 86 kg, 2 anni dopo è stato bronzo europeo a Helsinki 1989.
Nel 1991 ha conquistato sia l'argento agli Europei di Praga, dove è stato sconfitto in finale dal tedesco Axel Lobenstein che il bronzo ai Mondiali di Barcellona.
A 27 anni ha partecipato ai Giochi olimpici di Barcellona 1992, terminando al 13º posto. Nello stesso anno ha vinto il suo secondo bronzo europeo in carriera, a Parigi.
Nel 1997 si è sposato con la collega judoka olandese Jenny Gal, bronzo ad Atlanta 1996 e sorella di Jessica Gal, judoka anche lei, partecipante a 3 Olimpiadi, da Barcellona 1992 a Sydney 2000.
Dopo il ritiro è diventato allenatore, guidando tra l'altro la nazionale svizzera.

## Palmarès

### Campionati mondiali
- 1 medaglia:
  - 1 bronzo (86 kg a Barcellona 1991)

### Campionati europei
- 3 medaglie:
  - 1 argento (86 kg a Praga 1991)
  - 2 bronzi (86 kg a Helsinki 1989, 86 kg a Parigi 1992)

### Giochi del Mediterraneo
- 1 medaglia:
  - 1 bronzo (78 kg a Laodicea 1987)